# Стрельчатки
Стрельчатки (лат. Acronictinae) — подсемейство чешуекрылых семейства совок.

## Описание
Мотыльки средних размеров. Рисунок большей частью штрихованный, образован тонкими перевязями и штрихами, иногда размыт, часто имеется базальный штрих. У некоторых видов рисунок редуцирован или отступает от общей схемы: в виде трёх бледнокоричневых пятен на одинаково-буром фоне, например у Cymatophoropsis trimaculata, в виде салатово-зелёных полей, у Nacna malahitis; из чёрных или серых полос на бледно-зелёном фоне, у представителей родов Moma, Belcides. Лоб часто выпуклый, не заострённый. Андрокониальный аппарат самца отсутствует. В гентилиях самца саккулус часто с вентральным выростом. У самки вида Subleuconycta palshkovi и иногда вроде Craniophora выражена редуцированная корона кукуллуса.

## Систематика
Некоторые роды подсемейства:
- Acronicta Ochsenheimer, 1816
- Agriopodes Hampson, 1908
- Akonus Matsumura, 1929
- Ancara Walker, 1858
- Aucha Walker, 1858
- Bagada Walker, 1858
- Barybela Turner, 1944
- Borbotana Walker, 1858
- Callyna Guenée, 1852
- Calophasidia Hampson, 1908
- Chasmina Walker, 1856
- Cosmodes Guenée, 1852
- Craniophora Snellen, 1867
- Data Walker, 1862
- Diplonephra Turner, 1920
- Eccleta Turner, 1902
- Ecpatia Turner, 1902
- Eogena Guenée, 1852
- Epicyrtica Turner, 1908
- Eremaula Turner, 1942
- Eucatephia Hampson, 1926
- Euryschema Turner, 1925
- Hypoperigea Hampson, 1909
- Lignispalta Holloway, 1989
- Moma Hübner, 1820
- Mudaria Moore, 1893
- Musothyma Meyrick, 1897
- Neumichtis Hampson, 1906
- Oxicesta Hübner, 1819
- Pachythrix Turner, 1942
- Pansemna Turner, 1920
- Paromphale Hampson, 1908
- Platyprosopa Warren, 1913
- Prometopus Guenée, 1852
- Proteuxoa Hampson, 1903
- Pseudoedaleosia Strand, 1924
- Simyra Ochsenheimer, 1816
- Stenopterygia Hampson, 1908
- Syntheta Turner, 1902
- Thalatha Walker, 1862
- Thegalea Turner, 1920
- Tringilburra T.P. Lucas, 1901